# Клефф, Вольфганг
Во́льфганг Клефф (нем. Wolfgang Kleff; род. 16 ноября 1946) — немецкий футболист, вратарь.

## Карьера
Клефф стал игроком мёнхенгладбахской «Боруссии» в 1968 году, придя в клуб из любительской команды города Шверте. В Шверте не был основным вратарём, но в «Боруссии» его талант разглядели. За более чем 10 лет Вольфганг сыграл 272 матча, становился чемпионом Германии, удачно выступал в европейских кубках.
После «Боруссии» Клефф сменил множество команд, таких как «Герта», «Бохум», «Фортуна», и везде был первым вратарём. Но карьера подходила к концу.
Закончил Вольфганг в возрасте 41 года. Последней командой его стал «Зальмрор», с которым он не удержался во Второй Бундеслиге. После карьеры Клефф продолжал на протяжении многих лет выступать за любительские, а позже и за ветеранские команды.

## Достижения
- Чемпион Германии (5): 1970, 1971, 1975, 1976, 1977
- Обладатель Кубка Германии (1): 1973
- Обладатель Кубка УЕФА (1): 1975, 1979
- Обладатель Суперкубка Германии (1): 1977
- Финалист Кубка Европейских чемпионов (1): 1977
- Финалист Кубка УЕФА (1): 1973
- Вице-Чемпион Германии (1): 1974, 1978